# Парк Юменосима
Парк Юменосима (яп. 夢の島公園, Yumenoshima Kōen, англ. Yumenoshima Park) — это парк на одноимённом острове Юменосима («Остров мечты») в районе Кото столицы Японии Токио. 

## История
Остров был искусственно построен путём захоронения мусора, которое происходило с 1957 по 1967 годы. 1 октября 1978 был открыт парк Юменосима.
1 апреля 1996 открылся легкоатлетический стадион, а в 1998 г. - тропический ботанический сад

## Описание парка
Парк Юменосима - обширный парк площадью 43 га, построенный на месте свалки и окружённый каналами и водными путями.
Это городской оазис, где цветут сезонные цветы, с тропическим ботаническим залом, различными спортивными сооружениями и площадкой для барбекю с видом на пристань для яхт.
Парк включает 10300 деревьев, в том числе эвкалипт, акацию обыкновенную, камфорную корицу, литокарпус, феникс канарский и сосну обыкновенную. Около 50 000 м² парка покрыто газонами, а 11700 м² занимают кустарники.

## Объекты парка
Тропическая оранжерея Юменосима
Была открыта в 1988 году. Здесь есть возможность изучать растения.
Издалека оранжерея имеет вид трёх полукруглых стеклянных куполов в ряд.
В центре которых находится большая куполообразная оранжерея, в которой собираются тропические и субтропические (включая острова Огасавара) растения .
В качестве источника тепла теплицы используется остаточное тепло соседнего мусоросжигательного завода Шинкото.
Легкоатлетический стадион
Центр спортивной культуры
Бывшая общая гимназия Юменосима. После ремонта - это комплексное спортивное и культурное сооружение.
Большая и малая арены, зал дзюдо, зал кендо, площадка для стрельбы из лука, закрытый бассейн с подогревом и т.д.
Выставочный зал Дайго Фукурю Мару
Музей, посвящённый Дайго Фукурю Мару - рыбацкой лодке, экипаж которой подвергся воздействию радиации во время американского ядерного испытания в Бикини в 1954 году.

### Галерея

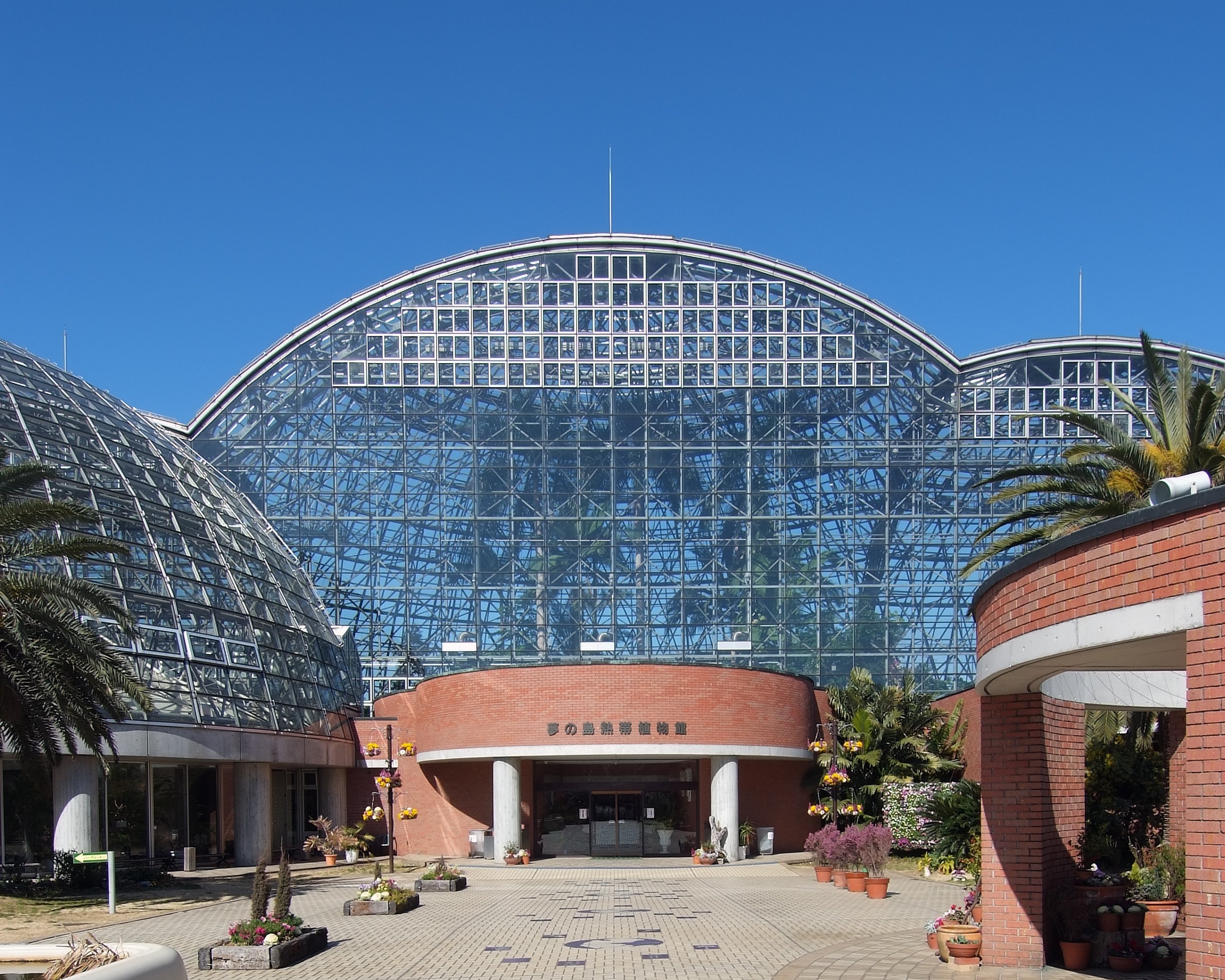
Купол тропической оранжереи Юменосима
- Легкоатлетический стадион
- Центр спортивной культуры
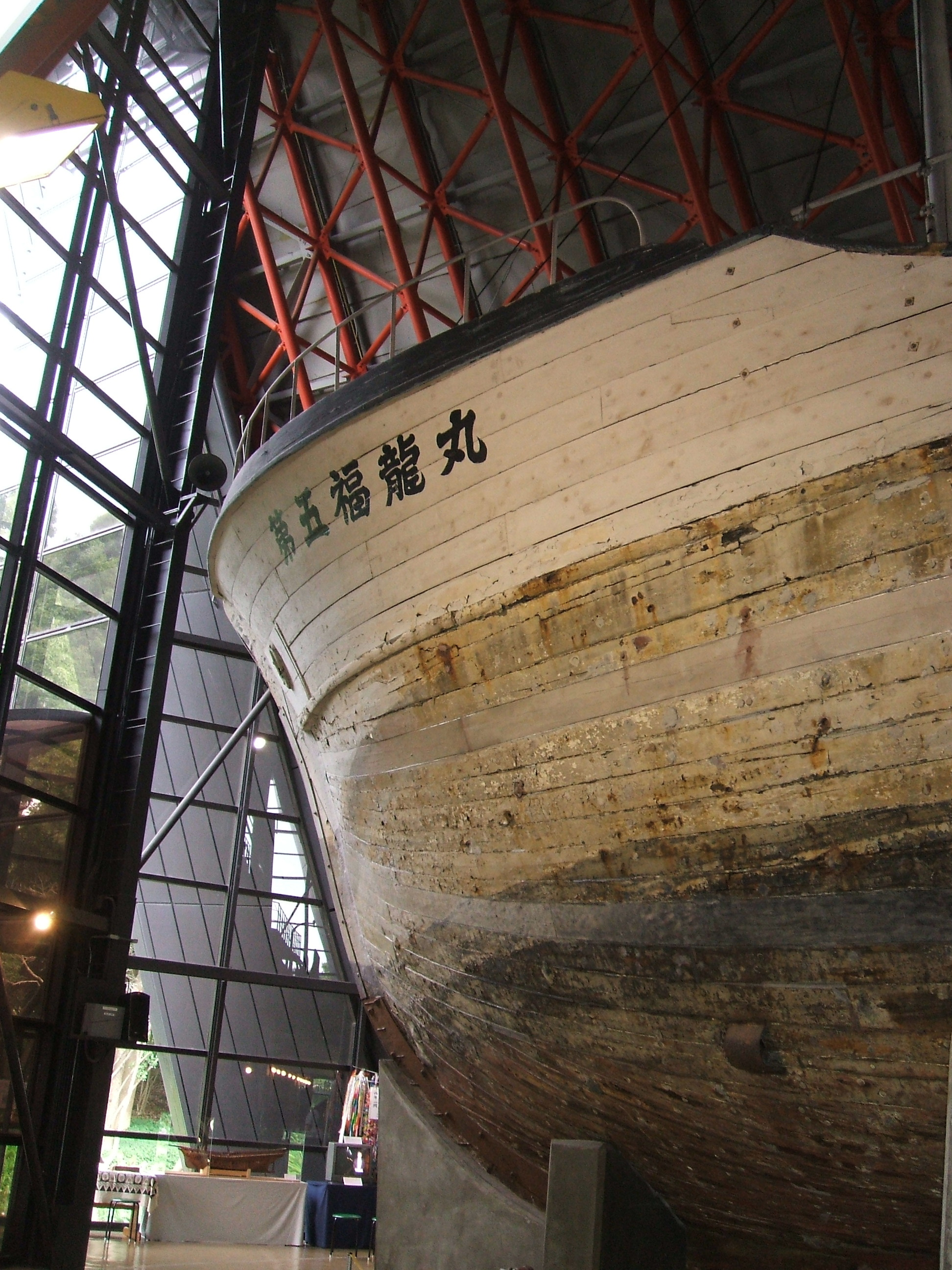
Выставочный зал Дайго Фукурю Мару
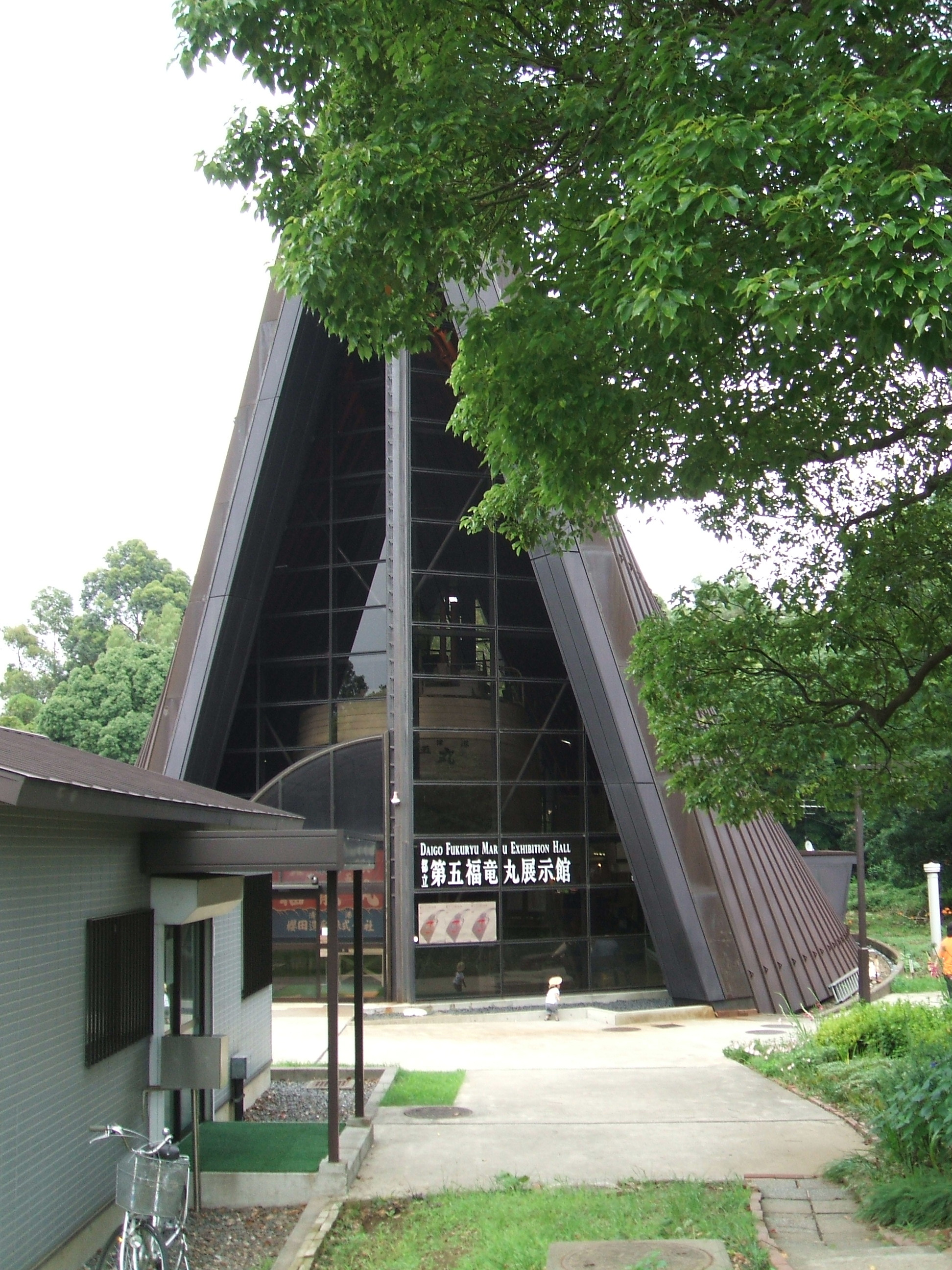
Выставочный зал Дайго Фукурю Мару
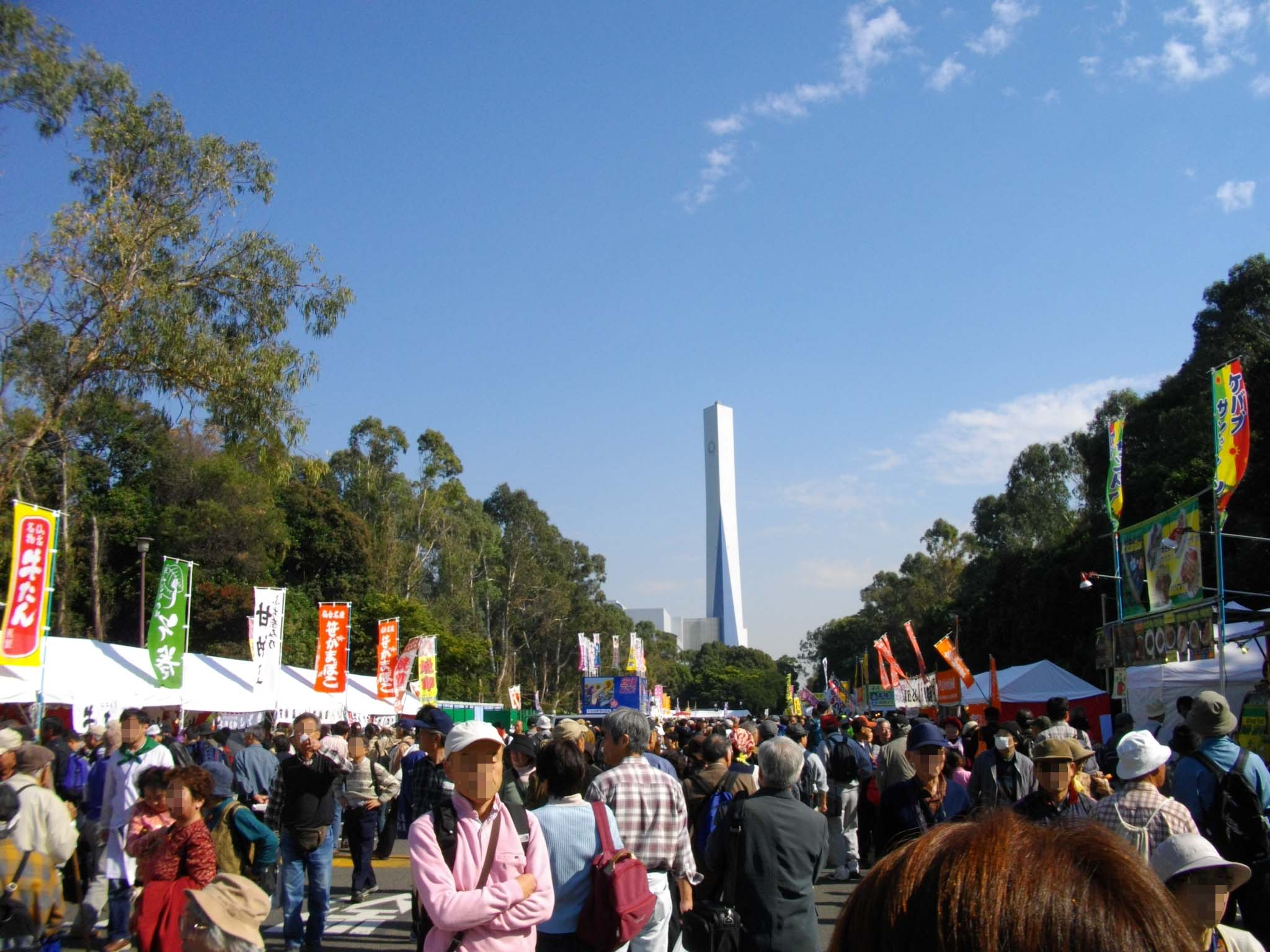
Фестиваль Акахата в парке Юменосима

## Спортивные соревнования
- Стрельба из лука на Олимпийских играх 2020